# Nyitrazsámbokréti járás
A Nyitrazsámbokréti járás Nyitra vármegye egyik járása volt a trianoni békeszerződéselőtt. Lakossága az 1910-es népszámlálás idején 22 185 fő volt. Székhelye Nyitrazsámbokrét volt.

## Települései
- Alsóvesztény
- Apátkolos
- Apátlévna
- Aranyosd
- Bacskafalva
- Bélaudvarnok
- Felsővesztény
- Jánosújfalu
- Jaskafalva
- Kerencs
- Kinorány
- Kisbélic
- Kisbossány
- Kisvendég
- Lévna
- Libáka
- Nadány
- Nádlány
- Nagybélic
- Nagybossány
- Nagykolos
- Nagyvendég
- Návoly
- Nyitranádas
- Nyitraszucsány
- Nyitrazsámbokrét
- Ószéplak
- Pohába
- Práznóc
- Rajcsány
- Rákosvölgy
- Sissó
- Sziklavárhely
- Szkacsány
- Tőkésújfalu
- Turcsány
- Újülés